# Pan (filme)
Pan (bra: Peter Pan: Viagem à Terra do Nunca, ou simplesmente Peter Pan; prt: Pan: Viagem à Terra do Nunca) é um filme de fantasia  estadunidense de 2015, dirigido por Joe Wright, com roteiro de Jason Fuchs. O filme é uma prequência da peça teatral de 1904, Peter Pan; ou, O Menino que não queria Crescer, lançada em formato literário em 1911 como Peter and Wendy, pelo autor escocês J. M. Barrie, focando na história de origem de Peter Pan e Capitão Gancho. É estrelado por Hugh Jackman como uma versão fictícia de Barba Negra, Garrett Hedlund como Gancho, Rooney Mara como Tigrinha e Levi Miller como Peter Pan.
A estreia mundial de Pan foi realizada em Londres em 20 de setembro de 2015, e foi lançado nos cinemas dos Estados Unidos em 9 de outubro de 2015, pela Warner Bros. Pictures. Pan foi um fracasso de bilheteria , arrecadando apenas US$ 128,4 milhões contra um orçamento de produção de US$ 150 milhões, resultando em perdas significativas para o estúdio. Também recebeu críticas negativas dos críticos, que criticaram a escrita, o enredo, a caracterização, o elenco de Mara e a forte dependência excessiva de efeitos especiais, embora as performances e a trilha sonora tenham recebido alguns elogios.

## Sinopse
Enquanto estava num sombrio orfanato de Londres, Peter (Levi Miller) é levado para Neverland. Lá, ele conhece o novo amigo James Gancho (Garrett Hedlund) e a guerreira Tigrinha (Rooney Mara), agora eles devem se unir para tentar salvar Neverland

## Elenco
- Levi Miller como Peter Pan[9]
- Garrett Hedlund como Capitão James Gancho[10]
- Hugh Jackman como Barba Negra[11]
- Rooney Mara como Tigrinha
- Adeel Akhtar como Sam Smiegel "Smee"[10]
- Kathy Burke como Mãe Barnabas
- Amanda Seyfried como Mary Darling[10][12][13]
- Jack Charles como Chefe[10]
- Lewis McDougal como Nibs
- Bronson Webb como Steps[14]
- Na Tae-ju como Kwahu[13]
- Cara Delevingne como Sereias[15]

## Recepção
No Rotten Tomatoes, o filme tem uma taxa de aprovação de 27% com base em 197 avaliações e uma classificação média de 4.59 / 10. O consenso crítico do site diz: "Pan encontra algumas explosões de magia em seu tratamento nesta sequência de personagens clássicos, embora não o suficiente para compensar a trama apressada e a ação estridente movida a CGI." No Metacritic, o filme tem uma pontuação de 36 de 100 com base em 35 críticos, indicando "avaliações geralmente desfavoráveis". O público entrevistado pela CinemaScore deu ao filme uma nota média de "B +" em uma escala de A + a F.

### Escolha do elenco

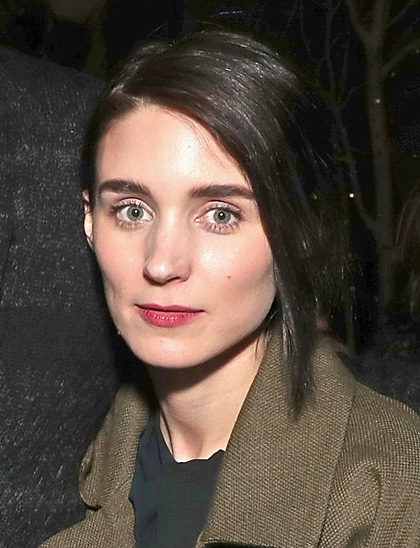
Quando a atriz Rooney Mara foi escalada como Tiger Lily, causou polêmica devido às alegações de branqueamento. Desde então, ela se arrependeu do papel em fevereiro de 2016.

Quando Rooney Mara foi escalada como Tigrinha, causou polêmica e acusações de apropriação cultural devido a ela ser de ascendência europeia, enquanto Tigrinha é tradicionalmente retratada como uma nativa americana. Também foram consideradas para o papel de Tigrinha as atrizes Lupita Nyong'o e Adèle Exarchopoulos.
De acordo com os críticos do elenco, há muito poucos papéis principais para mulheres nativas americanas em Hollywood, e a escolha não só tirou uma atriz nativa americana, mas também perpetuou a invisibilidade dos nativos americanos no filme. Enquanto o filme estava sendo escalado, um artigo no TheWrap afirmou que o diretor Joe Wright estava tentando criar um mundo "muito internacional e multirracial". No entanto, a maioria dos personagens principais do filme (incluindo os quatro atores principais) são brancos. Uma petição foi criada em resposta ao elenco para instar os estúdios da Warner Bros. a pararem de escalar atores brancos para papéis para pessoas de cor. Retratos anteriores da tribo Piccaninny em Peter Pan foram criticados como racistas.
Os críticos do elenco de Pan sugeriram que a Warner Bros. pode ter a intenção de evitar a repetição do alegado racismo das histórias anteriores de Peter Pan, alterando a etnia dos Piccaninnies, em vez de usar um retrato estereotipado do material de origem.
Em uma entrevista de fevereiro de 2016, Mara afirmou que se arrependeu de interpretar Tigrinha (a personagem nativa americano) em Pan, dizendo: "Eu realmente odeio, odeio, odeio estar daquele lado da conversa do branqueamento. Realmente. Nunca quero estar desse lado novamente. Posso entender por que as pessoas ficaram chateadas e frustradas ... Eu acho que todas as quatro pessoas principais no filme deveriam ser brancas com cabelos loiros e olhos azuis? Não. Acho que deveria haver alguma diversidade em algum lugar."